# Périzonium

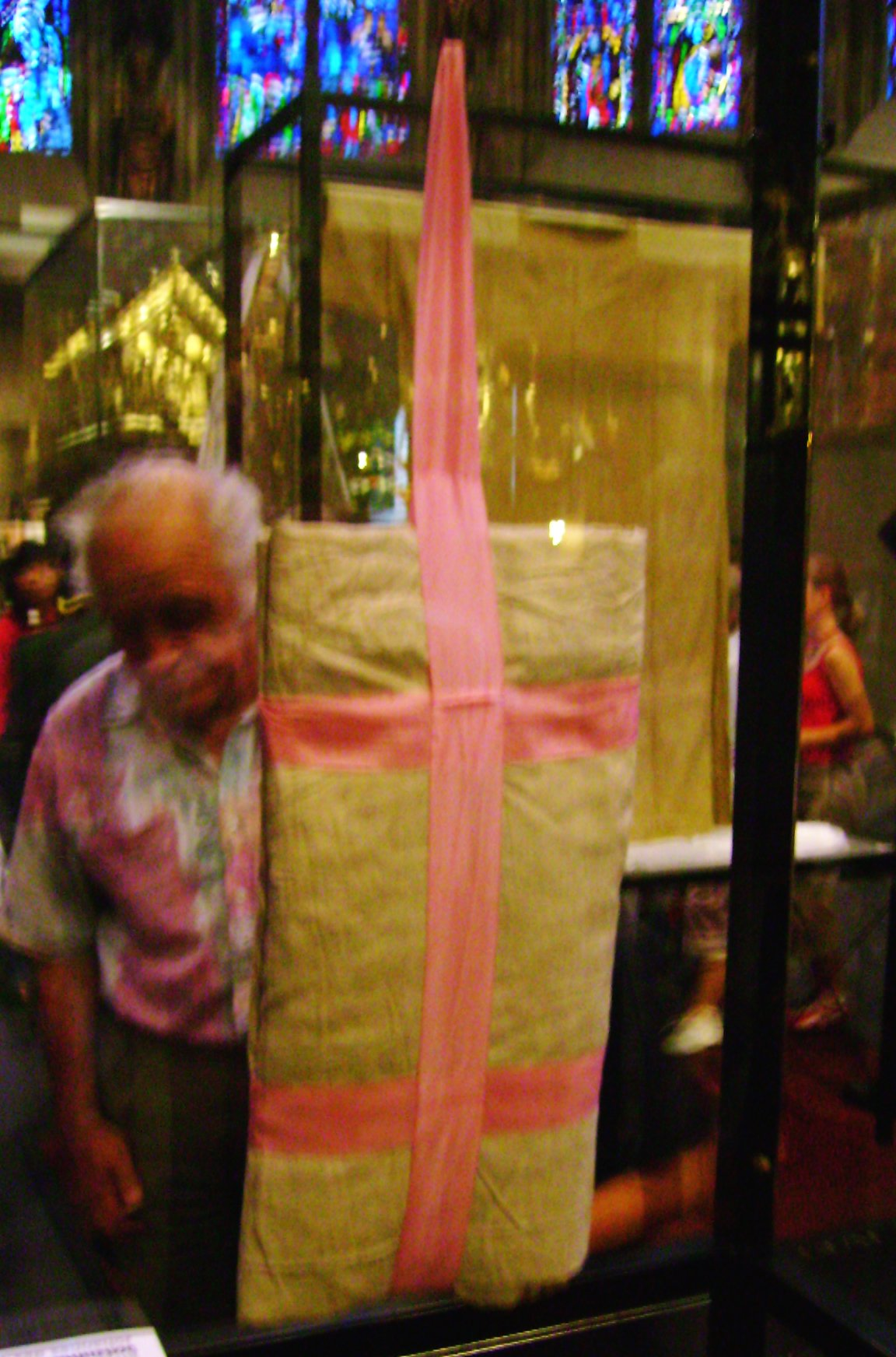
Ostension du périzonium dans la cathédrale d'Aix-la-Chapelle.

Le périzonium ou perizonium [peʁizɔnjɔm] (du grec: περίζωμα, autour de la ceinture) est un pagne qui servait de caleçon durant l'Antiquité. Ses plus anciennes attestations remontent à la civilisation minoenne dans l'île de Crète.

## Périzonium de Jésus
Le périzonium de Jésus, appelé aussi Saint Pagne ou Pagne de pureté, désigne avec cette dénomination le morceau d’étoffe qui aurait servi à cacher la nudité de Jésus de Nazareth en croix.

### Historicité du périzonium au cours de la Crucifixion

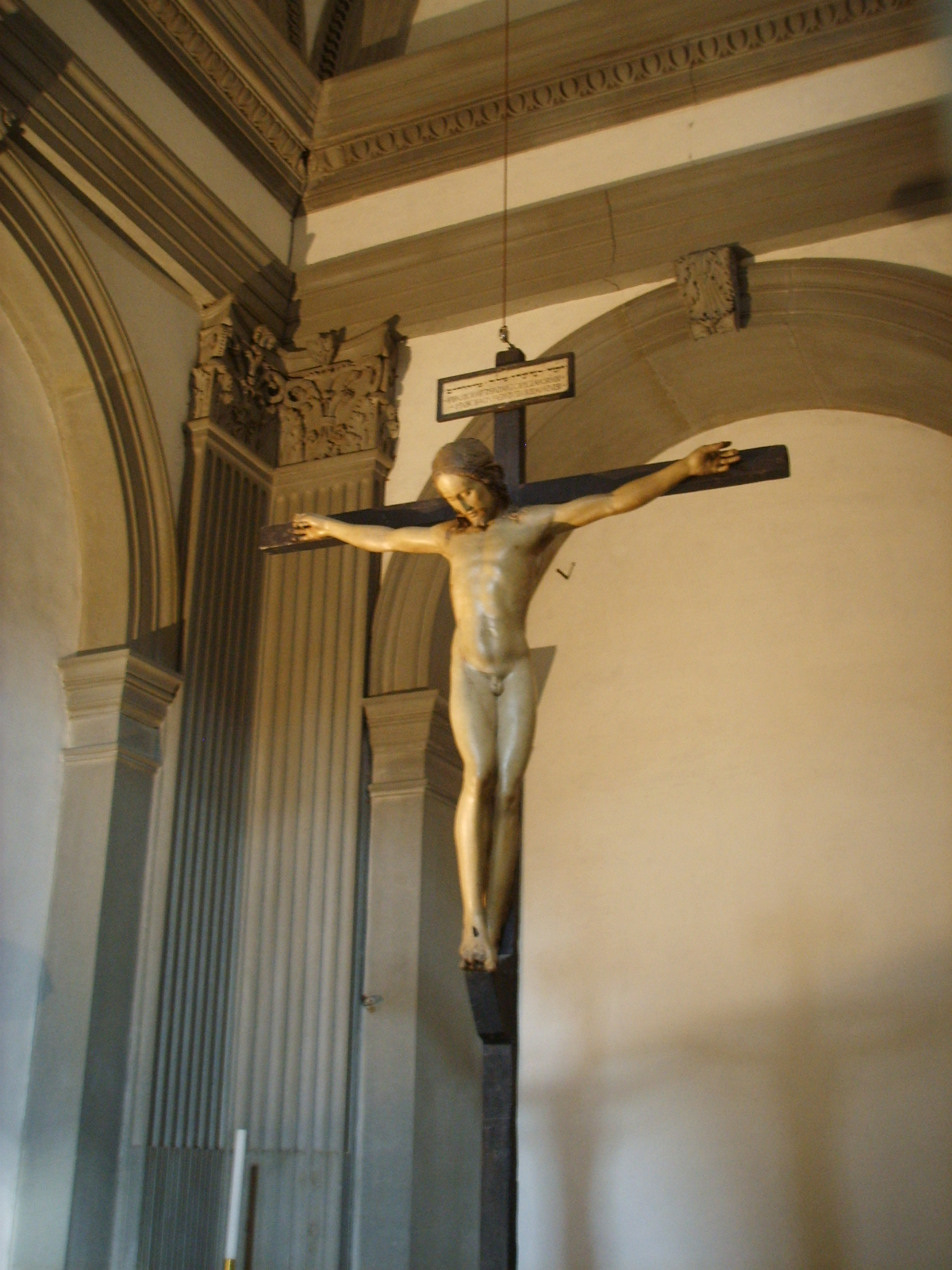
Avec son Crucifix de Santo Spirito, Michel-Ange est un des rares artistes à représenter Jésus nu sur la croix.

Il est probable que lors de la Crucifixion, les bourreaux romains aient retiré le michrasim, le caleçon en toile de Jésus, mais il est moins vraisemblable qu'ils l'aient recouvert de ce pagne afin de respecter la pudeur juive (humiliation supplémentaire de la part des Romains, la dénudation est complète comme pour la flagellation).
L'Évangile de Nicodème composé au IVe siècle évoque cet attribut : « Jésus sortit du prétoire accompagné des deux larrons. Lorsqu'ils furent sur place, on le dépouilla de ses vêtements, on le ceignit d'un linge et on lui posa une couronne d'épines sur la tête ». La représentation du périzonium par les artistes n'apparaît qu'à partir du VIIIe siècle.

### Relique
Selon un récit légendaire du Pélerinage de Charlemagne,
la Descriptio
, le périzonium porté par Jésus sur la Croix figurait au nombre des reliques de la Passion offertes à Charlemagne par le roi de Constantinople, comme le Saint-Suaire, la Sainte Lance, des langes de Jésus, une chemise de la Vierge et le Talisman de Charlemagne. La relique du périzonium est toujours conservée dans la cathédrale d'Aix-la-Chapelle.

### Iconographie
La forme du périzonium est importante pour dater les représentations du Christ en croix et permet aussi de symboliser certaines idées à son sujet (ceinture, longueur, etc.).
Dans les représentations les plus anciennes, les artistes optent pour un supplicié entièrement nu. C'est à son arrivée à Rome, au Ve siècle que Jésus est représenté portant le plus souvent un colobium (tunique longue), plus rarement un subligaculum (cache-sexe minimaliste réduit à une fine bande de tissu, tel un string) alors que la tradition romaine était de crucifier les individus nus. Cette figure du crucifié quasi nu, de type hellénistique, va disparaitre au cours du VIe siècle. Grégoire de Tours raconte en 593 dans son De Gloria Martyrium que le Christ apparut en songe par trois fois à un prêtre nommé Basil, pour en dénoncer la nudité et le menacer de mort s'il ne la couvrait pas. Dans les représentations postérieures, il est revêtu le plus souvent d'un colobium (tunique longue), motif iconographique qui se répand dans les régions d'Orient sensibles aux influences monophysites qui proscrivent la représentation de l'humanité du Christ, puis qui devient très rare dans l'iconographie à partir du XIe siècle.
Au cours du Moyen Âge, il y a débat car l'Évangile selon Jean dit que les soldats romains se partagent la tunique du Christ. Les artistes à partir du VIIIe siècle délaissent progressivement le colobium au profit du périzonium qui s'impose vers le XIe siècle, créant différents styles de drapés dont certains prennent une grande dimension dans l'art roman (reflétant peut-être une légende contemporaine selon laquelle Marie, au pied de la croix, aurait découpé un morceau de son manteau pour couvrir la nudité de son fils). Vers la fin du XIIIe siècle, Giotto peint un périzonium transparent — reflétant peut-être la légende du effet du velum capitis, « voile de tête » de Marie) — qui montre un Jésus sans attribut sexuel, par référence à saint Augustin qui dénie à Jésus Christ la potentia generandi (« puissance sexuelle »), puis au XIVe siècle, le périzonium redevient « opaque et décent ».
L’ostentatio genitalium (exhibition des organes génitaux) du Christ a une justification théologique, celle d'affirmer l'humanité du Christ, mais se heurte à la censure des nudités à partir du concile de Trente et de la Réforme catholique qui réprouvent les tendances profanes au retour à la beauté et à la nudité classique. Cette censure, qui restera une constante de la piété rigoriste, est à l'origine de l'ajout de pagne de pureté (perizonium en plâtre ou en plomb sur les statues, perizonium opaque puis transparent sur les peintures), selon un curieux processus : « plus le linge devenait transparent, moins le sexe du Christ en croix était visible - comme si la légèreté virtuose du linge avait été le moyen choisi pour suggérer discrètement mais éloquemment que le Christ était dépourvu de l'attribut viril, ou n'avait été doté que d'un sexe minuscule, de tout petit garçon ».

### Représentations dans les arts
Dans l'iconographie chrétienne, le perizonium n'est visible que sur certaines scènes : celles de la Crucifixion et la Déposition de la Croix (voire la Pietà) :

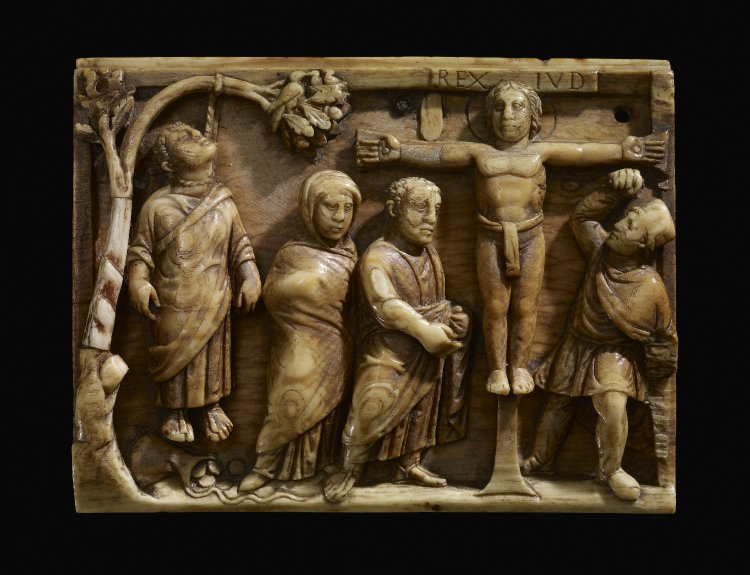
Relief en ivoire (420-430 ca) : Christ en subligaculum.
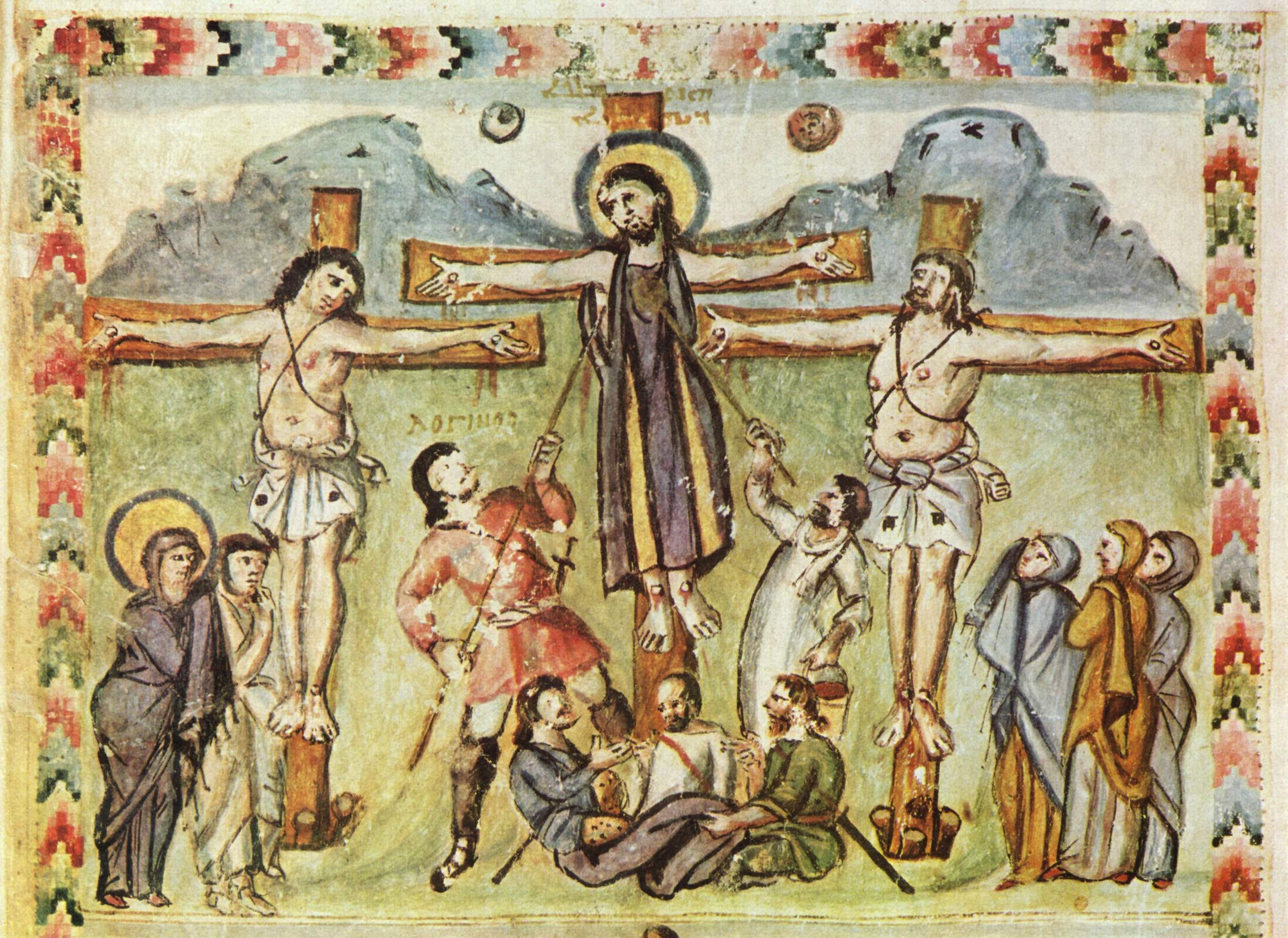
Évangéliaire de Rabula (VIe siècle) : Christ en colobium.
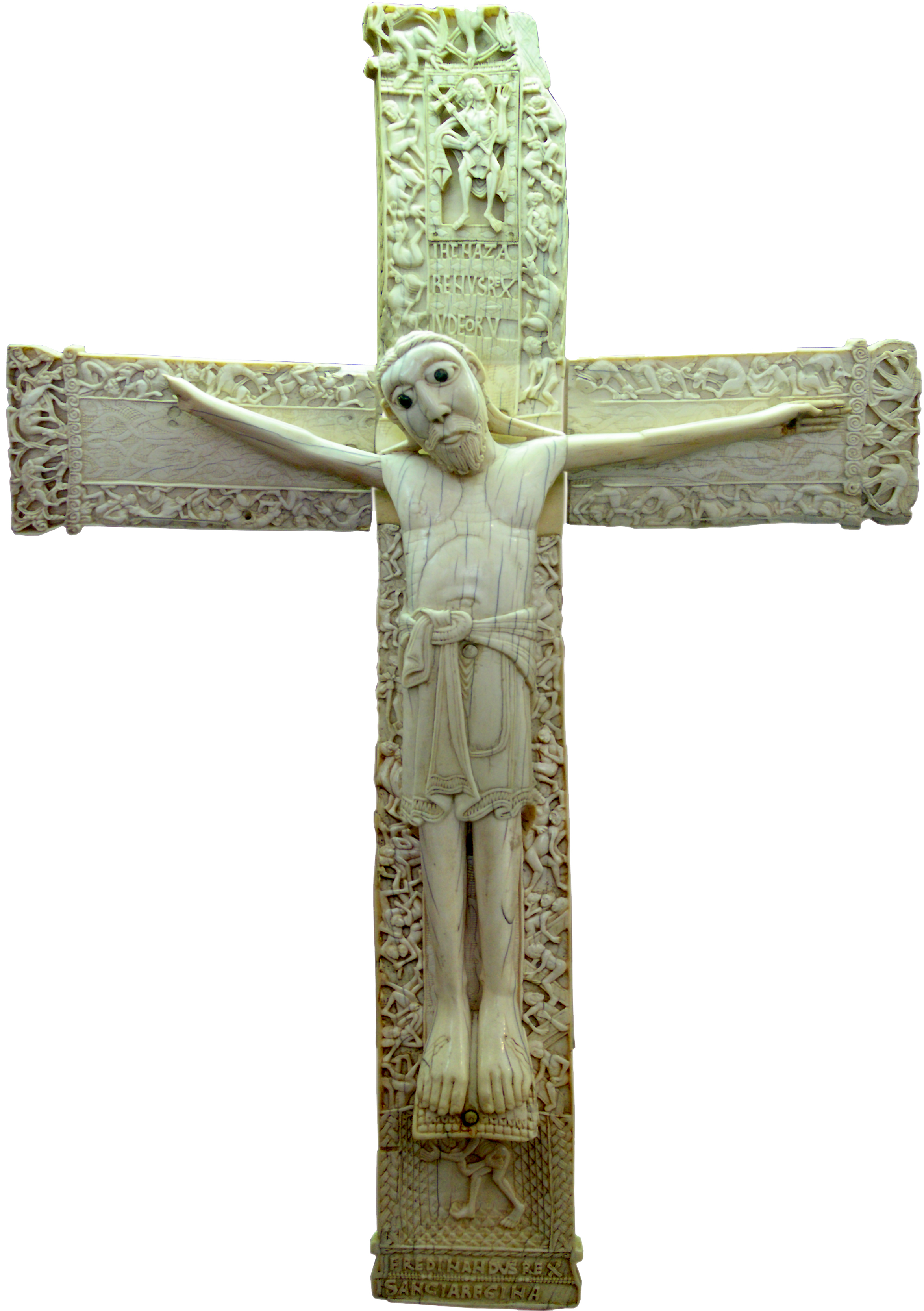
Crucifix de don Fernando et doña Sancha (vers 1063), musée archéologique national de Madrid. Le Christ y porte un perizonium adhérent avec une large attache et couvrant les jambes jusqu'aux genoux.

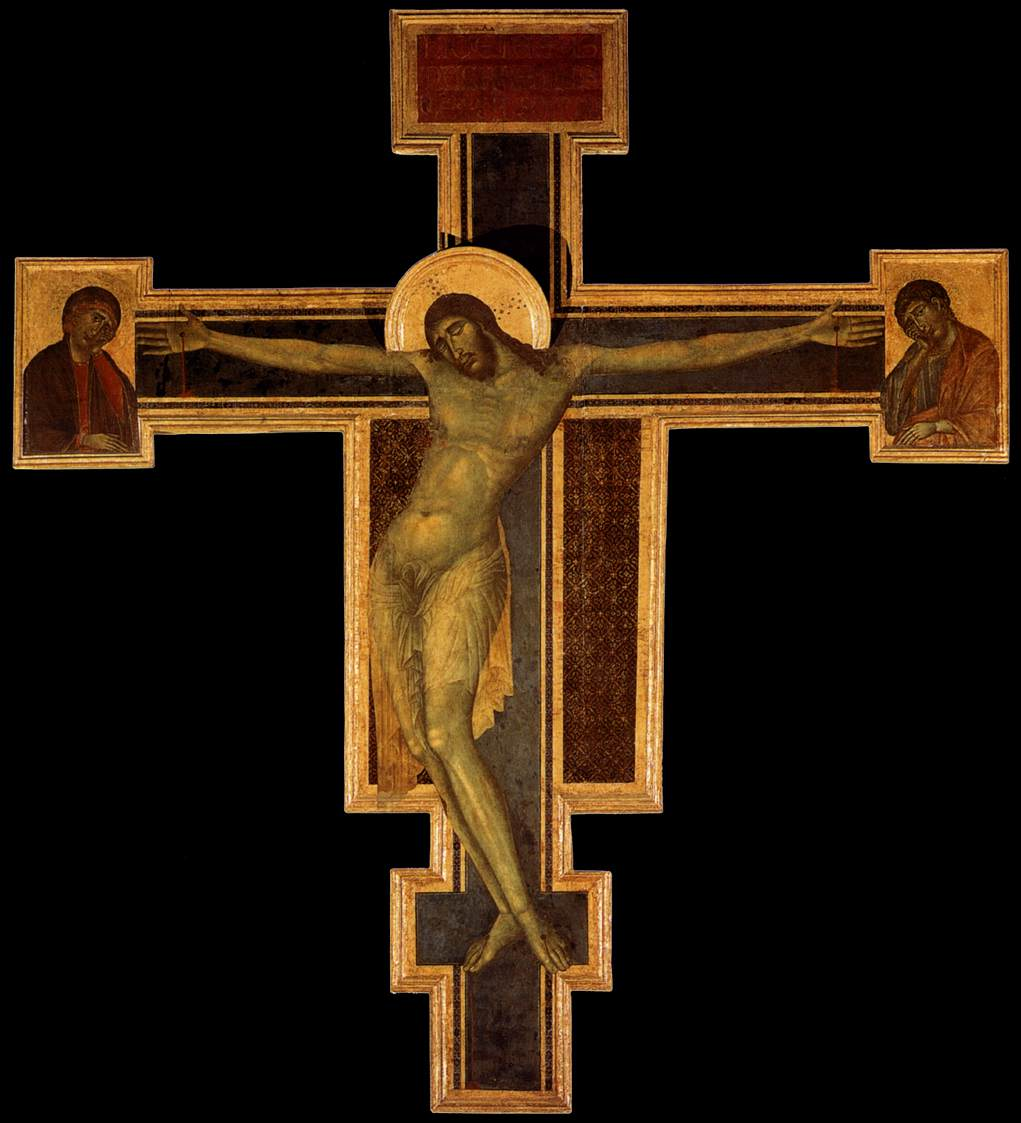
Cimabue, entre 1287 et 1288. Florence (avant l'inondation de 1966)
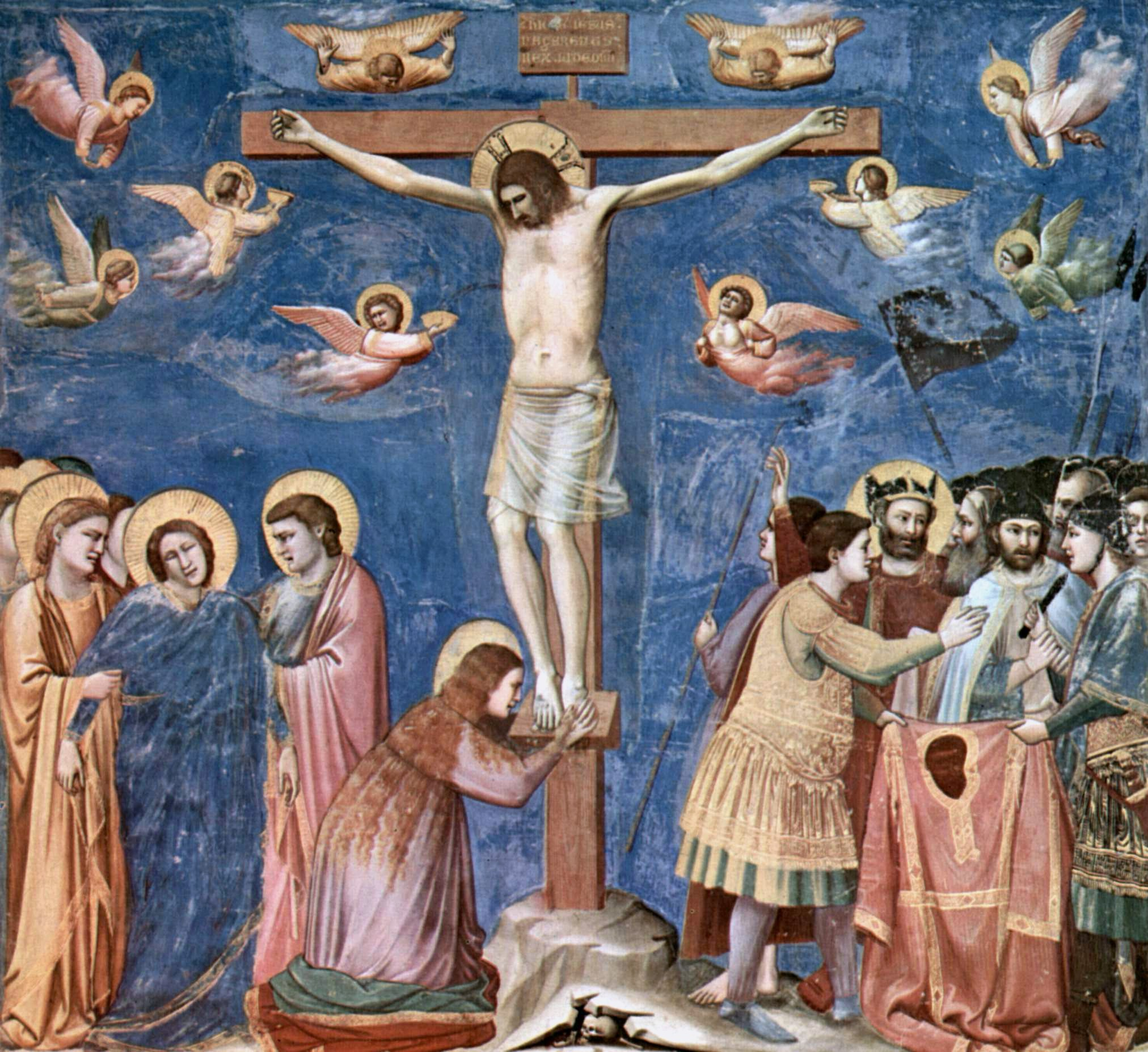
Giotto, Crucifixion (vers 1300), Padoue, église de l'Arena de Padoue.
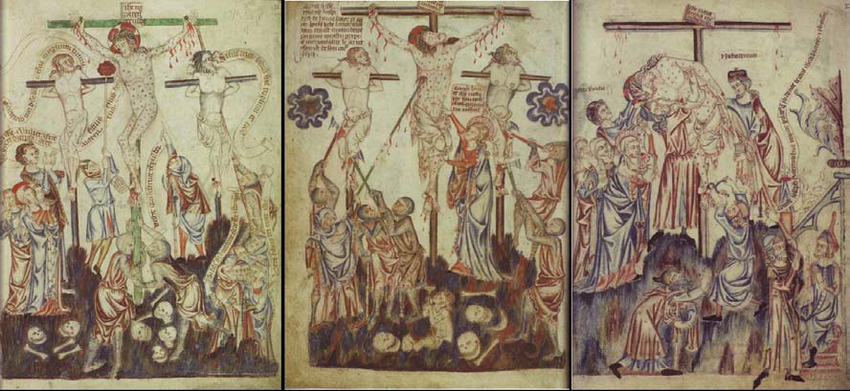
Rhabillage de Jésus des mains de sa mère (scène du milieu, Bible d'Holkham (en), XIVe siècle).

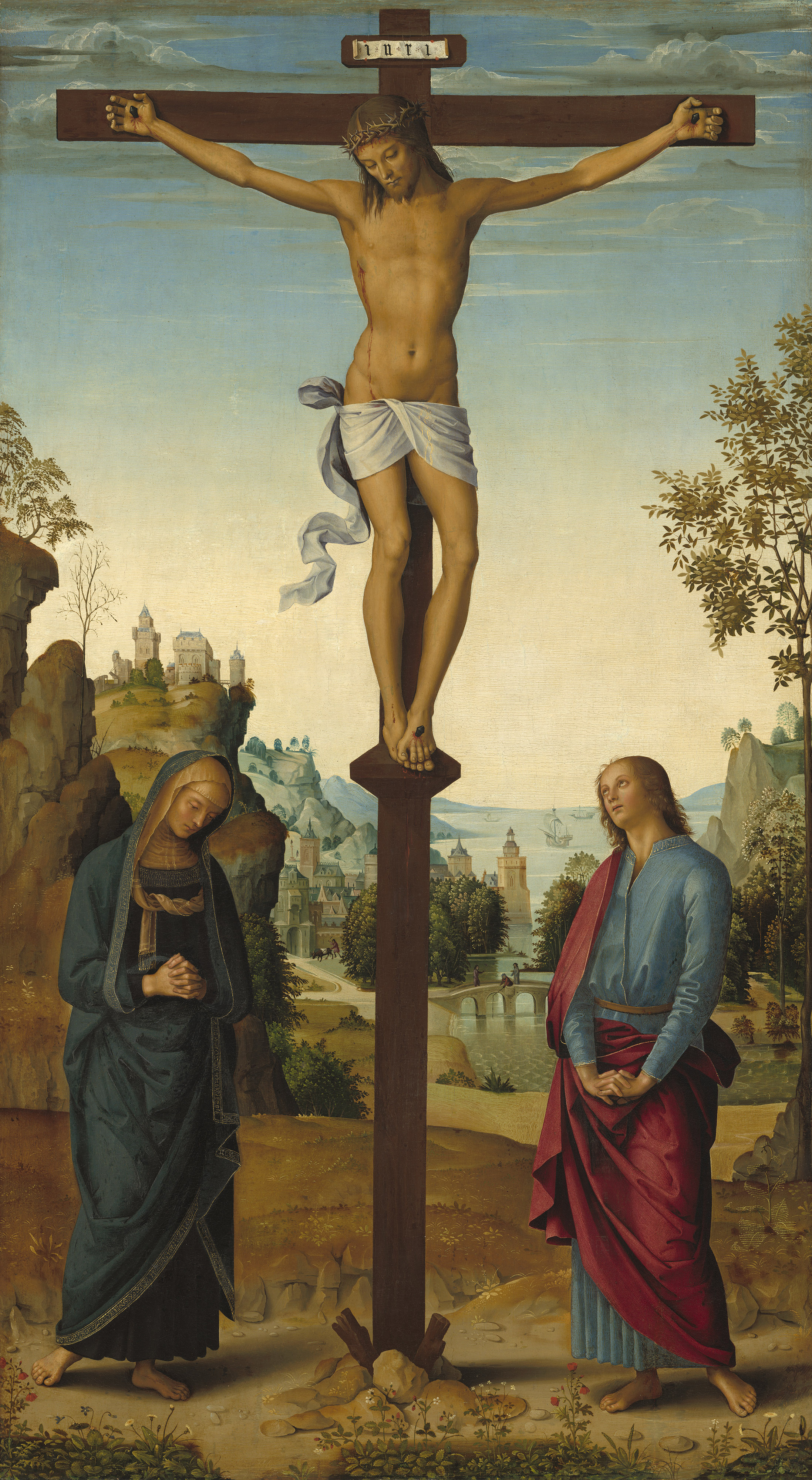
Pérugin, Crucifixion (vers 1482), Washington, National Gallery of Art.
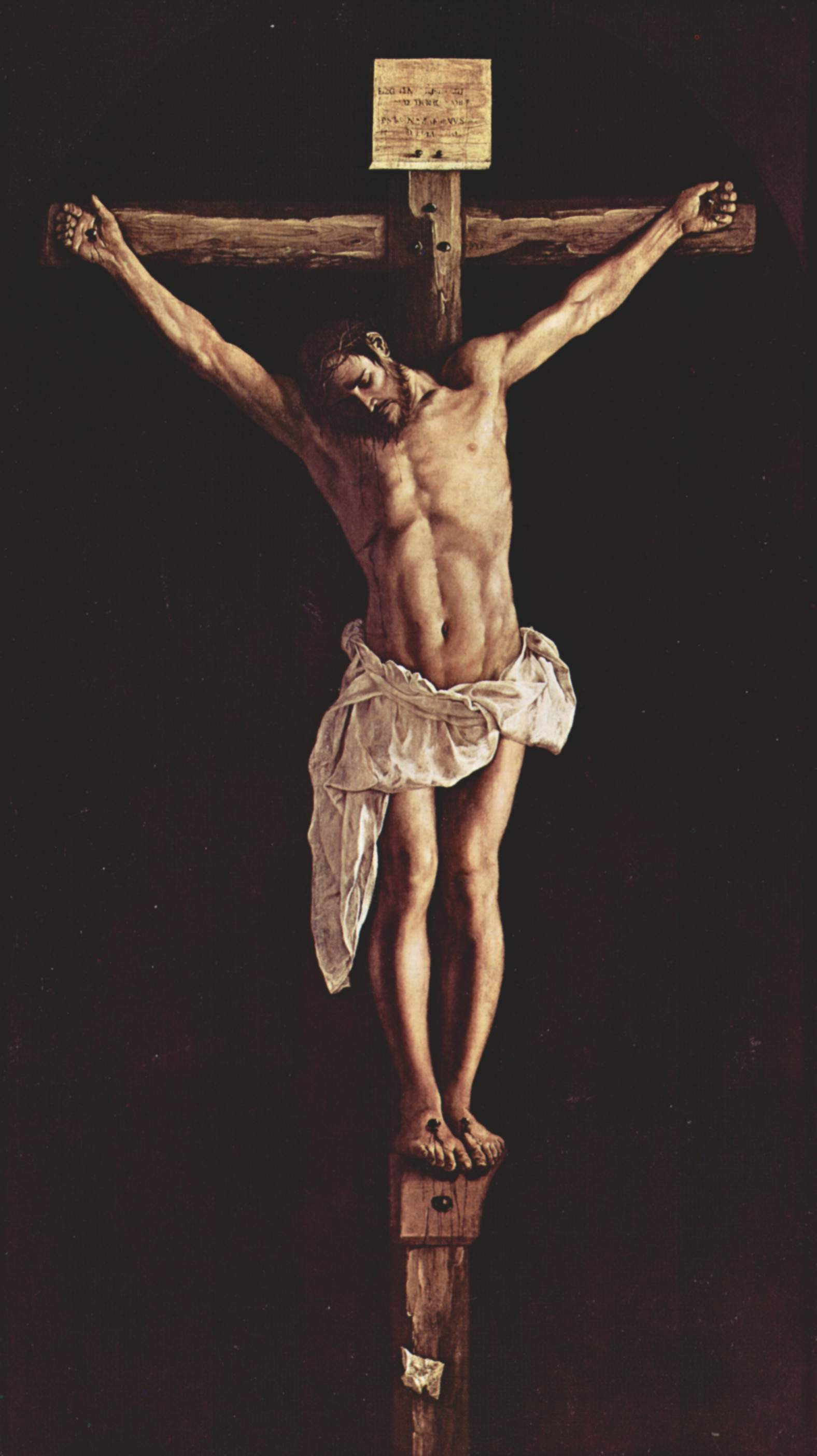
Francisco de Zurbarán, Crucifixion (1627), Art Institute of Chicago.
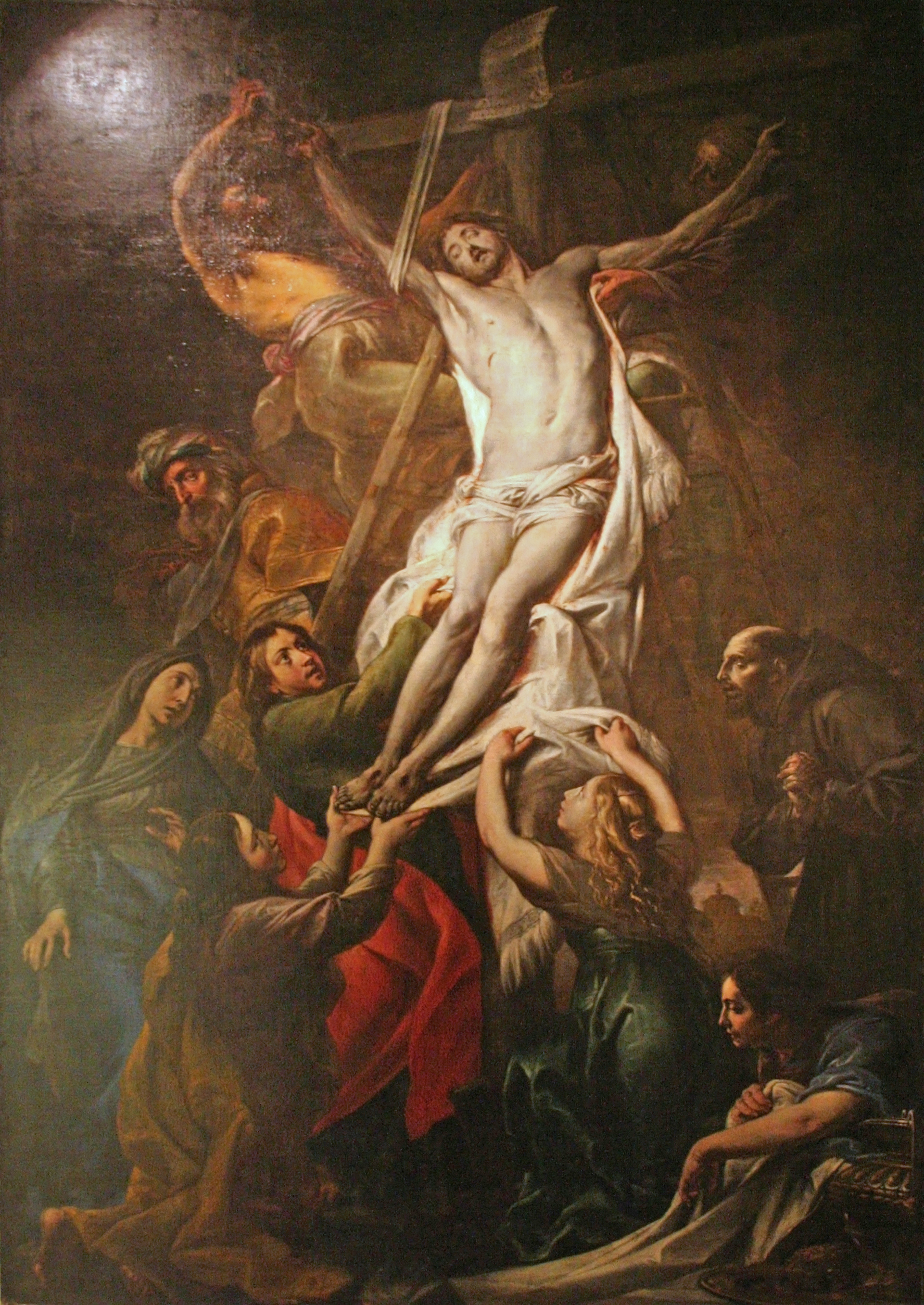
Cornelis Schut, Déposition (vers 1630), Liège, Grand Curtius.
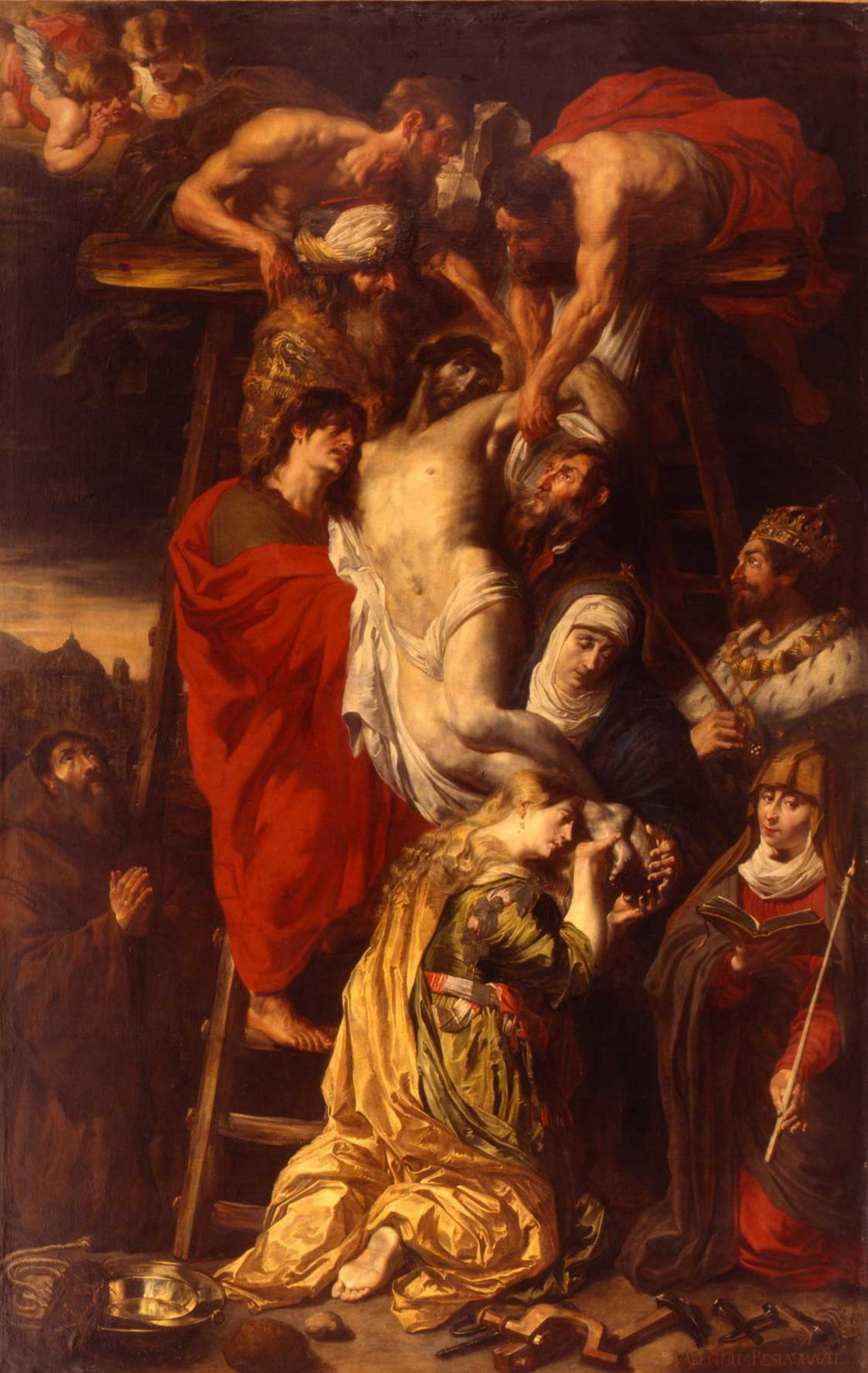
Descente de Croix, Pieter van Mol (vers 1640), musée des Beaux-Arts de Quimper.